# Fabian Lamotte
Fabian Lamotte (ur. 25 lutego 1983 w Marsbergu) – niemiecki piłkarz występujący na pozycji obrońcy. Były zawodnik FC Schalke 04, TSV 1860 Monachium oraz Sturmu Graz. Obecnie bez klubu.